# Frenchs Forest, New South Wales
Frenchs Forest este o suburbie în Sydney, Australia.